# حباب محلی

حباب محلی ناحیه‌ای کم‌تراکم از ماده بین‌کهکشانی در بازوی شکارچی از بازوهای مارپیچ کهکشان راه شیری است. این ناحیه که سامانه خورشیدی در آن قرار دارد با چگالی حدود۰٫۱ اتم در سانتی‌متر مکعب فوق‌العاده کم‌تراکم است. حباب محلی قطری حدود ۵۰۰ سال نوری یا حدود ۱۲۲ پارسک دارد و علت تشکیلش را به ابرنواختری در بیش از سه میلیون سال پیش نسبت می‌دهند. بررسی ایزوتوپهای بریلیم ۱۰ که به دلیل نیمه عمر کمشان به حالت عادی نمی‌توانند در سیاره زمین وجود داشته باشند و یافتن شان نشانه پرتوهای کیهانی است، نشان می‌دهد که سامانه خورشیدی حدود سه میلیون سال پیش وارد حباب محلی شده‌است. پس از درست شدن حباب محلی کم‌کم توده‌هایی از گازها و غبار و ستارگان به آن راه یافته‌اند و به همین دلیل بخش‌های گوناگون حباب محلّی چگالیهای گوناگونی یافته‌اند. به برخی از این بخش‌ها که چگالی آن‌ها خیلی از چگالی میانگین حباب محلی بیش تر است اصطلاحاً ابرهای میان ستاره‌ای می‌گویند. خورشید هم‌اکنون در هیچ ابر میان ستاره‌ای ای قرار ندارد اما به تازگی - یعنی حدود ۴۴۰۰۰ سال پیش - از یکی از ابرهای میان ستاره‌ای که اصطلاحاً ابر میان ستاره‌ای محلّی یا تراکم محلّی گفته می‌شود گذشته‌است.